# バリー・S・ブルック
バリー・シェリー・ブルック（Barry Shelley Brook、1918年11月1日 - 1997年12月7日）は、アメリカ合衆国の音楽学者。ニューヨーク市に生まれ、同地に没した。
ブルックは、コロンビア大学に学んで、ポール・ヘンリー・ラング (Paul Henry Lang)、エリック・ハーツマン（Erich Hertzmann、1902年 – 1963年）、ヒュー・ロス (Hugh Ross)、ロジャー・セッションズに師事し、1942年に修士号を得た。さらに1959年には、ソルボンヌ大学から博士号を得た。1940年から1942年にかけて、ニューヨーク市立大学シティカレッジのフェローとなり、その後さらに、1945年から1989年までニューヨーク市立大学クイーンズ校のフェローであった。この間、1967年にはニューヨーク市立大学に音楽学の大学院課程を創設し、1989年に引退するまでこの大学院課程の主任の地位にあった。
ブルックは、ソルボンヌ大学でもしばしば教鞭を執っていた。1984年には、フランス国立科学研究センターから、パリの高等師範学校に新設される音楽学の博士課程の設計を依頼された。ニューヨーク市立大学における職責を果たしながら、ブルックはパリの新しいプログラムにおいても多くの時間を教育に費やした。
ブルックの研究上の関心は、ルネサンス期の世俗音楽、18世紀および19世紀の音楽と美学、音楽図像学、音楽社会学などに向けられていた。ブルックは、18世紀の作品の同定や年代比定の重要な資料となるブライトコプフ社のテーマ別カタログの複製版（ファクシミリ版）刊行に際して、編者を務めた。音楽文献の書誌や、その歴史に向けられたブルックの関心は、1966年に、世界最初の国際的な音楽研究書誌目録であるRILM の創設につながった。ブルックは、このプロジェクトの編集長を、1989年まで務めた。
ブルックはもっぱらクラシック音楽の研究によって知られているが、晩年の彼は民族音楽学に注力していた。ブルックは、しばしば若手の音楽史研究者の卵たちを見つけ出して、鍛え上げ、特定地域の局地的音楽伝統に関する彼らの業績を、主流である音楽史の学界へと送り出した。